# Starhawk (pisarka)
Starhawk, właściwie Miriam Simos (ur. 17 czerwca 1951) – amerykańska pisarka i aktywistka. Jest znana również jako feministka, reprezentująca nurt ekofeminizmu. Starhawk została wymieniona w 2012 r. w magazynie Watkinsa Mind Body Spirit jako jedna ze stu najbardziej wpływowych żyjących osób w dziedzinie duchowości.

## Wczesne lata życia
Starhawk urodziła się w 1951 roku w Saint Paul w stanie Minnesota. Jej ojciec, Jack Simos, zmarł, gdy miała pięć lat. Jej matka, Bertha Claire Goldfarb Simos, była profesorem pracy socjalnej na UCLA. Oboje jej rodzice byli dziećmi żydowskich imigrantów z Rosji.
W szkole średniej była najlepszą przyjaciółką feministki Christiny Hoff Sommers. Starhawk uzyskała tytuł Bachelor of Arts w dziedzinie sztuk pięknych na UCLA. W 1973 roku, podczas studiów magisterskich na wydziale filmowym, zdobyła nagrodę Samuel Goldwyn Writing Award za powieść A Weight of Gold, opowiadającą historię Venice w Kalifornii, gdzie wówczas mieszkała. W 1982 roku uzyskała tytuł Master of Arts w dziedzinie psychologii, ze specjalizacją w terapii feministycznej, na Antioch University West.

## Taniec Spirali
Po ukończeniu UCLA i nieudanej próbie zostania autorką książek fabularnych w Nowym Jorku Starhawk powróciła do Kalifornii. Stała się aktywna w społeczności neopogańskiej w San Francisco Bay Area i kształciła się u Victora Andersona, założyciela Feri Tradition, oraz u Zsuzsanny Budapest, feministycznej separatystki zaangażowanej w dianiczną Wicca.
Napisała książkę The Spiral Dance na temat religii Bogini, którą ukończyła w 1977 roku, ale początkowo nie była w stanie jej wydać. Feministyczna religioznawczyni Carol P. Christ zamieściła artykuł na temat czarów i ruchu Bogini w antologii Womanspirit Rising (1979). Christ skontaktowała Starhawk z redaktorem Harper & Row, który ostatecznie opublikował książkę. 
Opublikowana po raz pierwszy w 1979 roku książka The Spiral Dance: A Rebirth of the Ancient Religion of the Great Goddess stała się najlepiej sprzedającą się książką o wierzeniach i praktykach neopogańskich. Wydanie z okazji 10. rocznicy zostało opublikowane w 1989 roku, a następnie wydanie z okazji 20. rocznicy w 1999 roku. Oryginalny tekst The Spiral Dance pozostał w dużej mierze nienaruszony w tych wydaniach, rozszerzony głównie o wstępy i komentarze odzwierciedlające początki książki, opisane rytuały oraz ewolucję wierzeń i praktyk autora. Od czasu publikacji The Spiral Dance stał się klasycznym źródłem wiedzy na temat Wicca i współczesnego czarostwa, duchowego feminizmu, ruchu Bogini i ekofeminizmu. Praca wyróżnia się wizjonerskim mistycyzmem, „szeroką filozofią harmonii z naturą” i ekstatyczną świadomością.
Książka ta została wydana w języku polskim w 2016 r. pod tytułem Taniec Spirali. Odrodzenie starożytnej religii Wielkiej Bogini, nakładem wydawnictwa Bibliotheca Alexandrina.

## Dzieła

### Literatura faktu
- The Spiral Dance: A Rebirth of the Ancient Religion of the Great Goddess (1979, 1989, 1999) wydane po polsku jako Taniec Spirali. Odrodzenie starożytnej religii Wielkiej Bogini (2016)
- Dreaming the Dark: Magic, Sex, and Politics (1982, 1988, 1997)
- Truth or Dare: Encounters with Power, Authority, and Mystery (1988)
- Webs of Power: Notes from the Global Uprising (2003)
- The Earth Path: Grounding Your Spirit in the Rhythms of Nature (2004)
- The Empowerment Manual: A Guide for Collaborative Groups (2011)

#### Jako współautorka
- The Pagan Book of Living and Dying: Practical Rituals, Prayers, Blessings, and Meditations on Crossing Over (1997)
- Circle Round: Raising Children in the Goddess Tradition (1998)
- The Twelve Wild Swans: A Journey Into Magic, Healing, and Action (2000)

### Książki fabularne
- The Fifth Sacred Thing (1993)
- Walking to Mercury (1997)
- The Last Wild Witch (2009)
- City of Refuge (2015)